# Гайдик, Роберт

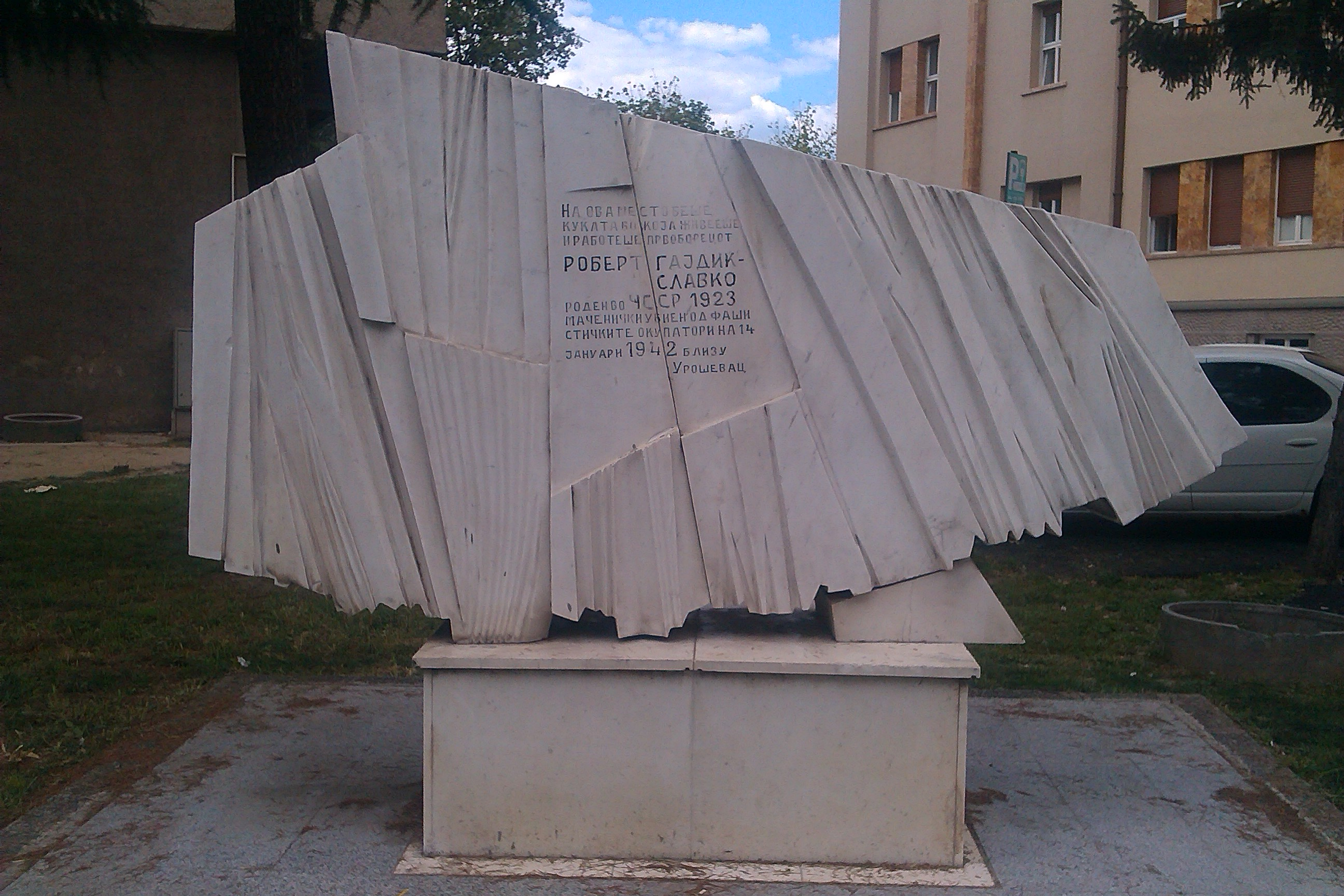
Стелла в честь Роберта Гайдика

Роберт «Славко» Гайдик (чеш. Robert "Slavko" Gajdík, макед. Роберт "Славко" Гајдик; 1923, Злин — 14 января 1942, Липлян) — югославский македонский партизан чехословацкого происхождения, участник Народно-освободительной войны Югославии.

## Биография
Роберт Гайдик родился в Злине. Его отец работал в чехословацкой компании, которая построила гидроэлектростанцию в каньоне Матка на юге Королевства Югославия. В Злине работал на обувной фабрике «Бата», в Югославию переехал после оккупации Чехословакии немцами. Путешествовал много на велосипеде. Во время своего обучения в школе Роберт встретился с представителями левого движения; окончил строительное техническое училище и с 1939 года стал деятелем Союза коммунистической молодёжи Югославии.
В первой половине 1941 года Роберт по распоряжению Скопьевского городского комитета КПЮ устроился работать на шахту «Радуша» как главный кладовщик, с группой молодых людей он участвовал в антифашистской агитации. После оккупации страны он ушёл в партизанское подполье; 1 мая он поднял красное знамя в центре Скопья над так называемым «дивизионным зданием», а в начале июня организовал поджог на аэродроме Скопье, в результате которого взорвался и сгорел транспортный самолёт Junkers Ju 52. Роберт служил в 1-м Скопьевском партизанском отряде с 22 августа 1941 года вместе с Даме Крапчевым, Василом Антевским, Боро Петрушевским, Невеной Георгиевой, Радо Йовчевским и многими другими. В сентябре он ушёл в Куманово, где стал инструктором местных партизан по обращению со взрывчаткой. Пробыл там от 12 до 15 дней.
В ноябре 1941 года Роберт был арестован гестаповцами, но сбежал из-под ареста и укрылся в Приштине, служил в партизанском отряде имени Зенела Айдини. Несмотря на болезнь, продолжал заниматься помощью партизанам, изготавливая и ремонтируя оружие и гранаты. В начале 1942 года был арестован в деревне Суви-Дол, перевезён в Липлян и 14 января 1942 года там расстрелян. Роберту Гайдику было всего 19 лет.

## Память
Именем Роберта Гайдика названа общественная организация и одно из городских самоуправлений в общине Центр. У дома, где жил Роберт Гайдик, в 1972 году был установлен бюст. С 2013 года в памятных мероприятиях по случаю годовщины смерти Гайдика участвуют представители посольства Чехии в Республике Македония.